# Ca’ del Duca

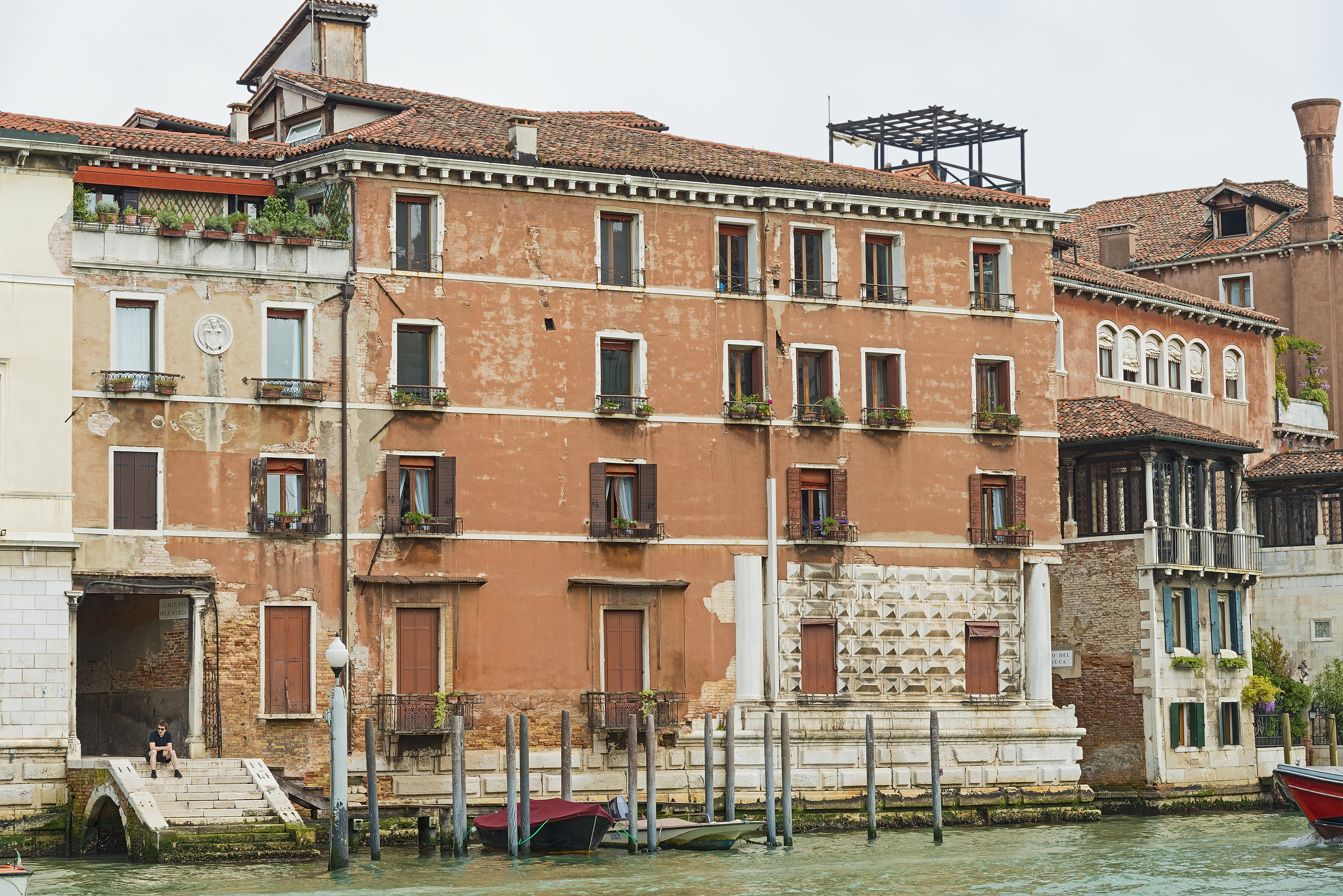
Fassade des Ca’ del Duca zum Canal Grande hin

Ca’ del Duca ist ein Palast in Venedig in der italienischen Region Venetien. Er liegt im Sestiere San Marco mit Blick auf den Canal Grande zwischen dem Palazzo Falier und dem Palazzo Malipiero. Der Eingang zum Erdgeschoss ist vom Corte del Duca aus, der auch Corte del Duca Sforza genannt wird.

## Geschichte
Marco Corner, der Vater von Caterina Cornaro, übertrug das Projekt für das Gebäude Bartolomeo Bon: Es war geplant, ein so großes Gebäude zu errichten, dass es den größten Empfangssalon der Stadt aufnehmen konnte. Der unvollendete Palast wurde 1461 an Francesco I. Sforza verkauft, der mit dem Umbau in grandioser Form Antonio di Pietro Averlino, genannt Filarete, betraute. Bevor das Projekt jedoch ausgeführt werden konnte, wurde der Palast wegen der Rivalität zwischen der Republik Venedig und dem Herzogtum Mailand enteignet. Mit einem zweiten Restrukturierungsprojekt wurde Jacopo Sansovino vom Prokurator von San Marco, Vittore Grimani, beauftragt. Aber auch dieses Mal konnte das Projekt nicht realisiert werden.
In den 1520er-Jahren diente das Gebäude Tizian als Studio; dieser fertigte dort viele Gemälde zur Ausschmückung des Dogenpalastes. 1618 ließ sich dort Alfonso de la Cueva-Benavides y Mendoza-Carillo, ein spanischer Adliger, der in Venedig als Gesandter auftrat, nieder. Er musste fliehen, weil er in die Verschwörung von Bedimar (1617–1618) zum Schaden der Republik Venedig verwickelt war.
2011 war bei der 54. Biennale di Venezia der luxemburgische Pavillon dort untergebracht.

## Beschreibung
Der Palast ist bemerkenswert, da er drei Fassaden hat: Eine zeigt zum Canal Grande, eine auf den Rio del Duca und eine zum Corte del Duca.
Die Hauptfassade des Palastes, die im 19. Jahrhundert entstand, erscheint in seiner ausdrucksreichen Einfachheit sichtbar unvollständig. Einige Elemente, die von der alten Konstruktion übrig geblieben sind, sind zwei mächtige Säulen, ein Teil des Erdgeschosses in Bossenwerk, die Portale zum Wasser und die Fenster im Erdgeschoss. All diese Elemente zieren die Seitenfassade zum Rio del Duca hin. Die Fassade zum Hof hin imponiert durch ihre Ausdehnung, zeigt aber keine wertvollen Bauelemente.